# Белькінд Лев Давидович
Лев Давидович Бєлькінд (нар. 27 серпня 1896 — пом. 16 листопада 1969) — радянський учений, інженер та історик, один з основоположників вітчизняної світлотехніки, популяризатор науки і техніки, автор численних публікацій про історію науки і техніки. Професор, доктор технічних наук.
Академічна діяльність професора Льва Белькінда пов'язана з МЕІ (Московським енергетичним інститутом), в якому в 1932 році він заснував кафедру світлотехніки на Фізико-енергетичному факультеті (ФІЗЕН). У 1937 році він став першим деканом Електро-Фізичного факультету (ЕлФІЗ).
Згодом, професор Лев Бєлькінд очолював кафедру історії техніки, а також співпрацював з Інститутом історії природознавства і техніки АН СРСР, з моменту його заснування в 1953-му році.
Поліглот, який вільно говорив українською, російською, англійською, французькою, німецькою та іншими  європейськими мовами, професор Бєлькінд займався дослідженнями в галузі історії науки і техніки, як вітчизняної, так і зарубіжної. Він визнаний авторитет у галузі історії російської науки, є автором унікальних робіт, які досліджують життя і досягнення радянських учених, які підкреслюють їх внесок у світовий технологічний прогрес.
За свої численні заслуги, професор Лев Бєлькінд був удостоєний звання Заслуженого діяча науки і техніки СРСР.

## Коротка біографія[13]
- 27 серпня 1896 року Л. Д. Бєлькінд народився в місті Миргород на Полтавщині
- З 1913 по 1919 роки він навчався у Харківському технологічному інституті (нині — Харківський політехнічний інститут)
- 1923—1927 рр. — діяльність у головному електротехнічному управлінні ВРНГ СРСР і тресті «Об'єднані державні електротехнічні підприємства центрального району».
- У 1928 році Лев Бєлькінд бере участь у I міжнародному конгресі з освітлювальної техніки
- З 1930 по 1932 роки — він технічний директор заводу «Електросвітло»
- 1932—1948 рр. — засновник і завідувач кафедри світлотехніки у Фізико-енергетичному факультеті МЕІ (ФІЗЕН)[14]
- 1932—1938 рр. — засновник і головний редактор журналу «Світлотехніка»
- У 1937 році він був обраний першим деканом Електро-Фізичного факультету МЕІ (ЕлФІЗ)
- У 1938 році працював у лабораторії Московського електролампового заводу МЕЛЗ, при його створенні
- З 1946 по 1947 роки — Лев Бєлькінд член всесоюзної науково-технічної сесії із світлотехніки, Голова комісії із світлотехніки при відділенні технічних наук АН СРСР[15]
- 1953—1969 рр. — співробітник Інституту історії природознавства і техніки АН СРСР
- 1958 р. — робота в комісії з історії техніки в Політехнічному музеї
- У 1961—1969 роках — член світлотехнічної комісії відділення технічних наук АН СРСР
- 1962 р. — член Вченої Ради Політехнічного музею
- 1968 р. — Л. Д. Бєлькінд бере участь у XII Міжнародному конгресі істориків науки
- 16 листопада 1969 року професор Лев Бєлькінд помер у Москві

## Частковий список праць

### Біографічні Дослідження
- Александр Николаевич Лодыгин, Очерк Жизни и Деятельности, Государственное Энергетическое Издательство, Москва, 1948
- Александр Ильич Шпаковский, Государственное Энергетическое Издательство, Москва, 1949
- Павел Николаевич Яблочков, Жизнь и Труды, Государственное Энергетическое Издательство, 1950, Второе издание: Павел Николаевич Яблочков 1847—1894, Иэдательство Академии Наук СССР, Москва, 1962[16]
- П. Н. Яблочков. К пятидесятилетию со дня смерти (1894—1944), М.-Л. Госэнергоиздат. 1944
- Карл Адольфович Круг, Москва-Ленинград, 1956[17]
- Томас Альва Эдисон, Краткая Брошюра-Лекция, Издательство «Знание», Москва, 1957
- Томас Альва Эдисон 1847—1931, Издательство «Наука», Москва, 1964[18]
- Чарлз Протеус Штейнмец, Издательство «Наука», Москва, 1965
- Андре-Мари Ампер, Издательство «Наука», Москва, 1968, Перевод на Болгарский: болг. Държавно Издательство "Техника", София, 1974

- Клавдий Ипполитович Шенфер, 1885—1946 / Л. Д. Белькинд, П. Г. Грудинский, А. И. Москвитин. — М. ; Л. : Госэнергоиздат, 1957. — 76 с. — (Деятели энергетической техники.
- Евгений Павлович Тверитинов 1850—1920. Очерк жизни и деятельности / Л. Д. Белькинд, А. Н. Мокеев, А. Е. Тверитинов. — М. ; Л. : Госэнергоиздат, 1962. — 119

### Технічні Словники
- Англо-русский танковый словарь, учебное пособие / Гл. ред. Л. Д. Белькинд; Ред.: Е. А. Чудаков, Д. С. Лотте., ГОСТехсиздат, 1943[19]
- Яшунская Ф. И. Англо-русский словарь по каучуку и резине. Главный редактор профессор Л. Д. Белькинд, М. Гостехиздат 1944г
- Белькинд Л. Д. Англо-Русский Политехнический Словарь, 1946[20][21]
- Французско-русский политехнический словарь, Л. Д. Белькинд, Гостехиздат, 1948 (фр. Dictionary polytechnique francais-russe)[22]

- Немецко-русский гидротехнический словарь. Издание 1949 г. — под. ред. проф. д-ра тех. наук Гришина М. М., гл.ред. проф. Белькинд Л. Д.
- Международный электротехнический словарь. Под ред. Л. Д. Белькинда. 350 терминов. М., Физматгиз, 1958., Международный электротехнический словарь. Ред. Л. Д. Белькинд и Г. А. Тягунов. Пер. А. С. Гасюка. 600 терминов. М., Физматгиз, 1959.
- Белькинд Л. Д. Международный светотехнический словарь. Русско-английский-французский-немецкий, 1963
- Немецко-Русский химико-технологический словарь[23]
- Англо-русский словарь по деталям машин, (с приложением алфавитного указателя русских терминов) / ред. : Л. Д. Белькинд. — М. : Физматлит, 1959[24]
- Немецко-русский и русско-немецкий гидротехнический словарь Polyglossum. Под. ред. проф. д-ра тех. наук Гришина М. М., гл.ред. проф. Белькинд Л. Д., составитель проф. д-р. тех.наук. Бернштейн Л. Б. Словарная база расширена из картотеки проф. д-ра тех. наук Бернштейна (ок. 800 терминов) и совместной словарной базы НИИ УкрГипроводхоз и словарного издательства ЭТС (ок. 1500 современных терминов), © Словарное издательство ЭТС (Электронные и Традиционные Словари), М.- 2008
- Белькинд Л. Д. Словарь светотехнических терминов на русском, немецком, английском и французском языках. — ГОНТИ,1939
- Немецко-русский авиационный словарь, 1942
- Англо-русский химико-технологический словарь, Государственное издательство технико-теоретической литературы, 1953

### Підручники, навчальні посібники та монографії
- Белькинд Л. Д. Электрические осветительные приборы ближнего действия (Электрические светильники). Энергоиздат, 1934
- Белькинд Л. Д. Электроосветительные приборы ближнего действия. Госэнергоиздат, 1945
- Белькинд Л. Д. Справочник по осветительной технике. — ОНТИ,1935
- Каганов И. Л., Белькинд Л. Д. Промышленная электроника /Ред. Л. Д. Белькинд. — М.-Л.:Госэнергоиздат,1954

### Книги про історію науки і техніки
- Белькинд Л. Д., Конфедератов И. Я., Шнейберг Я. А. История техники. — Госэнергоиздат,1954
- Белькинд Л. Д., Конфедератов И. Я., Шнейберг Я. А.), История техники, Москва-Ленинград, 1956[25][26][27]
- Л. Д. Белькинд, О. И. Веселовский, И.Я Конфедератов и Я. А. Шнейберг. История энергетической техники, Издание второе, переработанное, Государственное энергетическое издательство, 1960[28]
- 50 лет Московского ордена Ленина энергетического института имени В. М. Молотова 1905—1955, Белькинд Л. Д., Елизаров П. П., Мешков В. В. и др., Москва, 1955[29]
- Белькинд Л. Д., Избранные труды по электричеству, Москва, 1956[30]
- Голубцова В. А., Белькинд Л. Д., Глазунов А. А. История энергетической техники СССР /Под ред. Л. Д. Белькинда, А. А. Глазунова, В. А. Голубцовой и др.- В 3-х т.. — М.-Л.:Госэнергоиздат,1957

### Статті про з історії науки і техніки опубліковані в збірниках
- Труды по Истории Техники, Выпуск III, Издательство Академии Наук СССР, Москва, 1953, А. И. Шпаковский (Из фонда портретов деятелей науки и техники)
- Труды по Истории Техники, Выпуск VI, Издательство Академии Наук СССР, Москва, 1953, Из истории открытия явления электрической дуги
- Люди русской науки: Очерки о выдающихся деятелях естествознания и техники, Издательство «Техника», Москва, 1965, «Владимир Николаевич Чиколев (1845—1898)», "Михаил Осипович Доливо-Добровольский (1862—1919) / Л. Д. Белькинд; О. Н. Веселовский. ", «Павел Николаевич Яблочков (1847—1894)», «Евгений Павлович Тверитинов» (1850—1920), «Шпаковский Александр Ильич (1823—1881)», «Василий Владимирович Петров (1761—1834) С предисл. и вступ. статьей акад. С. И. Вавилова»[31]
- Со-редактор и автор статей в Технической энциклопедии 1927 года[32]
- ТЕРМИНОЛОГИЯ СВЕТОТЕХНИКИ: Выпуск 48. Под общей редакцией академика А. М. Терпигорева. Второе издание. — Москва: ЭТС. — 2002[33]
- Белькинд Л. Д. Энергетическое образование. — Госэнергоиздат,1954. — МЭИ.Очерки по истории энергетической техники
- Мешков В. В., Белькинд Л. Д. Светотехническое образование в СССР //Светотехника. — 1957
- Белькинд Л. Д. Томас Альва Эдисон. К 25-летию со дня смерти //Электричество. — 1956
- Белькинд Л. Д. Василий Владимирович Петров (1761—1834) //Электричество. — 1961
- Белькинд Л. Д. К 150-летию опытов В. В. Петрова с электрической дугой 29(17)мая 1802 г. //Электричество. — 1952
- Белькинд Л. Д. Галилео Феррарис //Электричество. — 1948
- Белькинд Л. Д. Новая лампа с более высокой световой отдачей //Светотехника. — 1935

### Автобіографія
- Белькинд Л. Д., Моя автобиография, 1946[34]
- Белькинд Л. Д., Моя автобиография (публикация М. В. Калашниковой), К 100-летию со дня рождения историка техники, Вопросы истории естествознания и техники, 1998, #3[35][36]
- Белькинд Л. Д., Из прошлого. Отрывки Воспоминаний. 1957—1969[37]

## Публікації та заходи присвячені пам'яті Льва Давидовича
- Памяти Льва Давидовича Белькинда, Г. И. Ашкенази, Светотехника , № 8, 1986.[38]
- Историк техники Л. Д. Белькинд и его рукописное наследие, М. В. Калашникова, Вопросы истории естествознания и техники, 1998, #3[39]
- 17.10.2016 — В читальном зале обслуживания научной литературой ( Научно-техническая библиотека МЭИ, 4-й этаж) представлена выставка «Л. Д. Белькинд. 120 лет со дня рождения».[40]

## Додаткова інформація
- [http://www.nlr.ru/e-case/expand_bm.php?id=24076&cn=20&from=http%3A%2F%2Fwww.nlr.ru%2Fe-case%2Fsearch_extended.php%3Fb%3D%25C1%25E5%25EB%25FC%25EA%25E8%25ED%25E4%2B%25CB.%2B%25C4%26q%3D%26x%3D63%26y%3D15#pict%5Bнедоступне+посилання+з+лютого+2019%5D Key-cards of works by Prof.][недоступне посилання з травня 2019] [http://www.nlr.ru/e-case/expand_bm.php?id=24076&cn=20&from=http%3A%2F%2Fwww.nlr.ru%2Fe-case%2Fsearch_extended.php%3Fb%3D%25C1%25E5%25EB%25FC%25EA%25E8%25ED%25E4%2B%25CB.%2B%25C4%26q%3D%26x%3D63%26y%3D15#pict%5Bнедоступне+посилання+з+лютого+2019%5D Belkind in the Ukrainian National Library (Ukrainian)][недоступне посилання з травня 2019]
- Articles by Prof. Belkind in the library of the Ukrainian State Technical University in Irkutsk (Ukrainian)
- Books by Prof. Belkind in the library of the Ukrainian State Technical University in Irkutsk (Ukrainian)
- Works by Prof. Belkind in the library of the Moscow Engineering Physics Institute (State University) (Ukrainian)
- Archives of works and personal correspondence of Prof. Belkind at the Ukrainian State Archives (Ukrainian)
- Lighing Engineering Dictionary @ Scientific Bookstore Site (Ukrainian) [Архівовано 11 лютого 2012 у Wayback Machine.]
- English-Russian Polytechnical Dictionary @ Sientific Bookstore Site (Ukrainian) [Архівовано 11 лютого 2012 у Wayback Machine.]